# Samen Sterk! vzw
Samen Sterk! vzw werd opgericht in 2018 ter ondersteuning van meer dan 150 Belgische gedupeerden van de handel in Duitse Schrott-Immobilien door de West-Vlaamse projectontwikkelaar Creadomus Invest NV.
Sinds 2018 behaalden de gedupeerden 57 nietigverklaringen van hun aankoop voor de Duitse rechtbanken, op basis van de Duitse wetgeving tegen woeker:
- Raabestrasse, Löhne: 6 nietigverklaringen – april 2023 (Landgericht Bielefeld) [3]
- Rosenberger Strasse, Arnsberg: 15 nietigverklaringen – mei 2024 (Landgericht Arnsberg) [4]
- Rosenberger Strasse, Arnsberg: 26 nietigverklaringen – augustus 2024 (Landgericht Arnsberg) [5]
- Rosenberger Strasse, Arnsberg: 6 nietigverklaringen – december 2024 (Landgericht Arnsberg) [6]
- Hochstrasse, Löhne: 4 nietigverklaringen – december 2024 (Landgericht Bielefeld) [7]

67 andere appartementen wachten nog op een uitspraak.
Uit Samen Sterk! vzw ontstond in 2022 Erfpacht vzw, een belangenvereniging van en voor Belgische gedupeerden van structureel verlieslatende erfpachtrechten, die in 2024 een petitie lanceerde voor een verbod op beleggingen in erfpachtrechten door consumenten.
In april 2024 werd Samen Sterk! vzw in gebreke gesteld door Eubelius, het advocatenkantoor van Creadomus Invest NV. Uit deze brief bleek dat DPG Media en Mediahuis onder druk van Creadomus Invest NV krantenartikelen over Samen Sterk! vzw en het Duitse Schrott-Immobilienschandaal offline gehaald hadden, een feit waarover Apache aansluitend uitgebreid berichtte.
In november 2024 werden Samen Sterk! vzw, Erfpacht vzw en een van hun bestuurders gedagvaard door Joost Debucquoy, projectontwikkelaar en stamvader van de rijke West-Vlaamse vastgoedfamilie achter Creadomus Invest NV, omwille van reputatieschade en waardeverlies van zijn aandelen.